# Moabiter Hefte

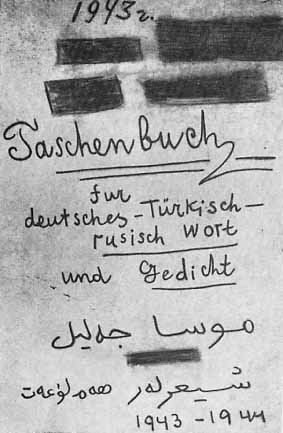
Moabiter Hefte

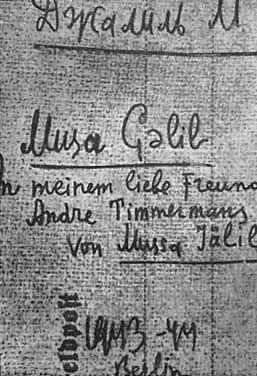
Moabiter Hefte

Die Moabiter Hefte (tatarisch Moabit däftäre, russisch Моаби́тская тетра́дь) sind eine Reihe von Gedichten, die der sowjetisch-tatarische Dichter Musa Cälil (1906–1944) während seiner Gefangenschaft im Moabiter Gefängnis in Berlin schrieb. Die Werke kehrten nach dem Krieg auf verschiedene Weise in die Sowjetunion zurück.
Die Moabiter Hefte bestehen aus mehreren Dutzend Gedichten, die in zwei Notizbüchern aufgezeichnet sind. Die Notizbücher wurden aus verschiedenen Papiersorten hergestellt. Das erste ist in Kursivschrift geschrieben und die Außenseite ist deutsch beschriftet (Taschenbuch fur deutsches-Türkisch-rusisch Wort und Gedicht, siehe Foto). Das zweite Notizbuch ist in arabischer Schrift verfasst. Auf einer separaten Seite gibt es auch eine Liste von Cälils Kameraden im Gefängnis. Alle sind in tatarischer Sprache verfasst. Diese Notizbücher wurden von Nimat Teregulov, der aus der Gefangenschaft geflohen war, und André Timmermans, einem belgischen Patrioten, gerettet.
Die Gedichte, aus denen sich die Moabiter Hefte zusammensetzen, sind inhaltlich und stimmungsmäßig sehr vielfältig. Neben patriotischen Texten und Werken, die die Verbrechen des Nationalsozialismus wütend anprangern (zum Beispiel „Barbarei“), enthält der Zyklus Gedichte über die Liebe und sogar humorvolle Skizzen aus dem friedlichen Leben.
Die Gedichte wurden erstmals 1953 auf Initiative des Chefredakteurs Konstantin Simonow in der Literaturnaja gaseta veröffentlicht. Für diesen Gedichtzyklus wurde der Autor 1957 posthum mit dem Lenin-Preis ausgezeichnet.
Im Jahr 2013 wurden die Moabiter Hefte in die russische Leseempfehlungsliste der „100 Bücher für Schüler“ aufgenommen.
Nach Angaben des Pressedienstes der Repräsentanz der Republik Tatarstan in der Russischen Föderation wurde das Buch anlässlich des 115. Geburtstags des Helden in tatarischer, russischer, englischer und deutscher Sprache in Orenburg veröffentlicht.

## Ausgaben
- Mussa Dshalil: Aus dem Moabiter Heft. (Übersetzung von Franz Leschnitzer, Einleitung von Amina Dshalil, Nachwort von Erich Müller) Berlin: Kultur und Fortschritt, 1957.
- Mussa Dshalil: Moabiter Hefte. (Auswahl der Gedichte von Leonore Weist, Nachdichtunge von Helmut Preißler und Wilhelm Tkaczyk) Berlin: Volk und Welt, 1977.
- Jalil, Musa (Musa Cälil): Moabiter Hefte. o. O. Orenbooks 2020 (Text: russ., engl. dt.)